# Frederik II van Sicilië
Frederik II van Sicilië (Barcelona, 13 december 1272 — Palermo, 25 juni 1337) was de derde zoon van koning Peter III van Aragón en Constance van Sicilië, oudste dochter van koning Manfred van Sicilië. In 1291 werd hij door zijn broer Jacobus I tot stadhouder van Sicilië aangeduid en in 1296 werd hij door de adel van Sicilië gekozen tot koning. Frederik was een charismatisch figuur, die zeer geliefd was in Sicilië. Paus Bonifatius VIII zette zijn broer echter aan om Frederik te bestrijden met de steun van Anjou, maar Frederik won het pleit. Nadien diende hij strijd te voeren tegen zijn zwager, Robert van Napels, die Sicilië wilde heroveren.
Frederik II verkoos om "Frederik III" genoemd te worden (in navolging van keizer Frederik II van het Heilige Roomse Rijk, de eerste Frederik van Sicilië), ook al was hij pas de tweede koning Frederik op de Siciliaanse troon (en zo wordt de latere Frederik III door latere generaties genealogen en historici soms Frederik IV genoemd).

## Huwelijk en nakomelingen
Voor zijn huwelijk had hij met zijn maîtresse Sibilla Sormella vijf kinderen.
Hij huwde in 1302 met Eleonora van Anjou (1289-1341), dochter van koning Karel II van Napels en Maria van Hongarije. Dit was een gevolg van het vredesverdrag van Caltabellotta (1302) dat gesloten werd tussen het Huis Barcelona en Huis Anjou-Sicilië. Sibilla Sormella verdween van het Hof. Het echtpaar Frederik II en Eleonara had de volgende kinderen:
- Peter II van Sicilië (1304-1342), koning van Sicilië (1337-1342)
- Manfred van Athene (1306-1317), hertog van Athene
- Constance (1307-1344), in 1317 gehuwd met koning Hendrik II van Cyprus (-1324), in 1331 met koning Leo IV van Armenië en in 1343 met Johan van Lusignan-Antiochië (-1375)
- Elisabeth (1310-1349), in 1328 gehuwd met hertog Stefanus II van Beieren (1319-1375)
- Willem van Athene (1312-1338), hertog van Athene en hertog van Neopatria. Hij was gehuwd met Maria Alvarez de Ejérica die hem overleefde.
- Jan van Athene (1317-1348), hertog van Athene en hertog van Neopatria, markies van Randazzo, regent van het koninkrijk Sicilië (1340-1348)
- Catharina (1320-1342), non
- Margaretha (1331-1377), gehuwd met paltsgraaf Rudolf II van Palts-Rijn (1306-1353).